# ТЕС Саррок
ТЕС Саррок — теплова електростанція в Італії на острові Сардинія, провінція Кальярі. Належить до типу IGCC (Integrated Gasification Combined Cycle), тобто не лише використовує технологію комбінованого парогазового циклу, але й має власну установку газифікації, котра продукує паливо для живлення газових турбін.
Проект реалізувала компанія Sarlux, котра також володіє нафтопереробним заводом, на майданчику якого розташовані споруди станції. При роботі цього НПЗ продукується значна кількість смол вісбрекінгу, які постачаються на ТЕС та використовуються як сировина для трьох ліній газифікації, котрі продукують синтез-газ.
Очищений синтез-газ подається на три парогазові енергоблоки номінальною потужністю по 183 МВт. Кожен з них має одну газову турбіну потужністю 123 МВт, яка через котел-утилізатор живить одну парову турбіну з показником 65 МВт. Окрім електроенергії ТЕС продукує до 185 тонн пари на годину, котра використовується як власними лініями газифікації, так і для потреб нафтопереробного заводу.
Станцію ввели в експлуатацію у 2000 році.
Для охолодження використовується морська вода.
Зв'язок з енергомережею відбувається по ЛЕП, розрахованій на роботу із напругою 380 кВ.